# الکساندر کووالنکو (بازیکن فوتبال)
الکساندر کووالنکو (اوکراینی: Олександр Олександрович Коваленко؛ ۲۴ مارس ۱۹۷۶ – ۲۱ دسامبر ۲۰۱۰) بازیکن فوتبال اهل اوکراین بود.
از باشگاه‌هایی که در آن بازی کرده‌است می‌توان به باشگاه فوتبال کریفباس کریفیی ریه، باشگاه فوتبال متالورگ-۲ دونتسک، باشگاه فوتبال دنیپرو، باشگاه فوتبال متالورگ دونتسک، و باشگاه فوتبال شاختار دونتسک اشاره کرد.
وی همچنین در تیم ملی فوتبال زیر ۲۱ سال اوکراین بازی کرده‌است.